# Christijan Albers
Christijan Albers (Eindhoven, 1979. április 16. –) holland autóversenyző, a 2007-es brit nagydíjig a Spyker F1 Formula–1-es csapatának versenyzője volt.

## Pályafutása

### A Formula–1 előtt

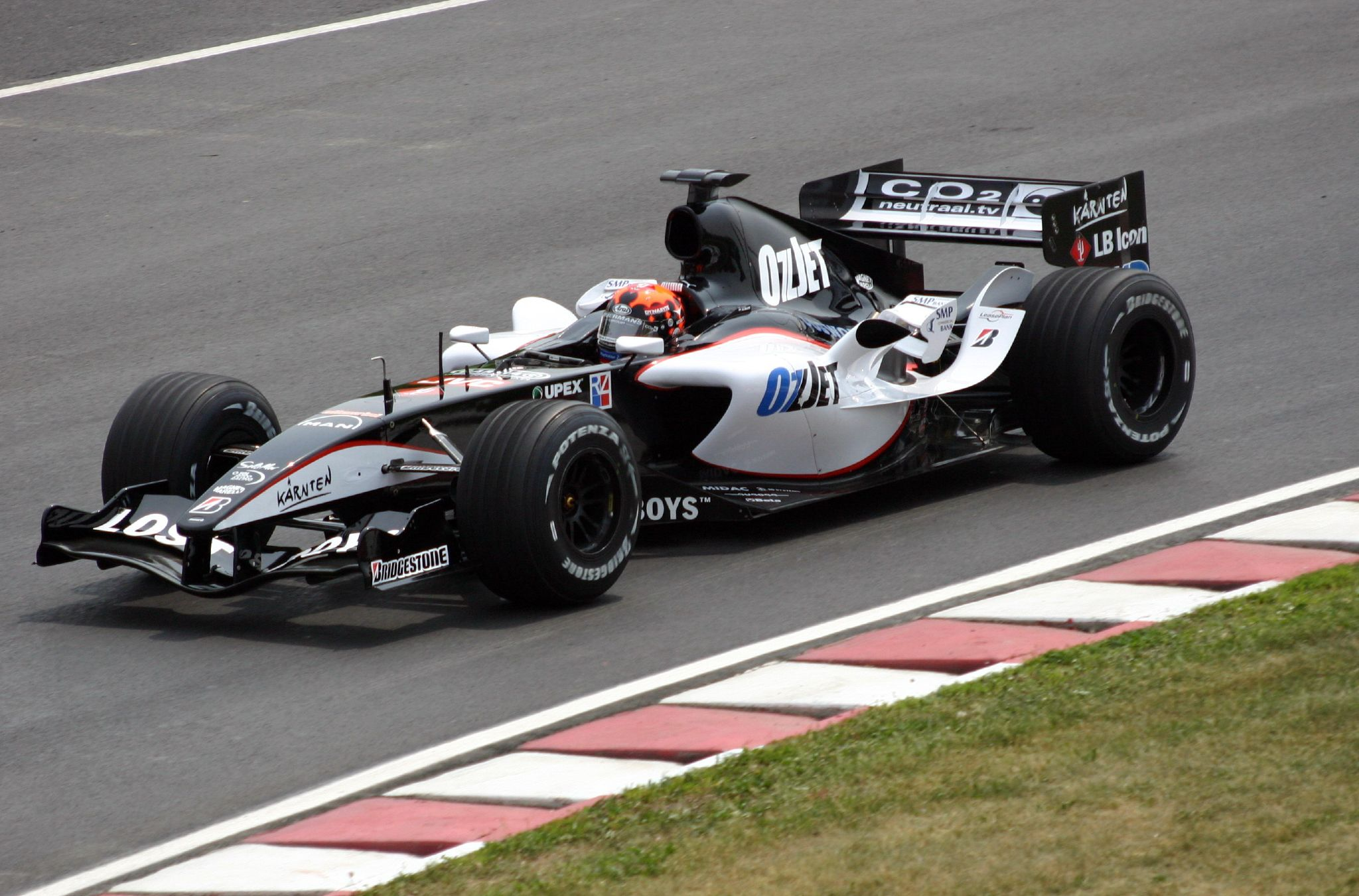
2005-ben a Minardival

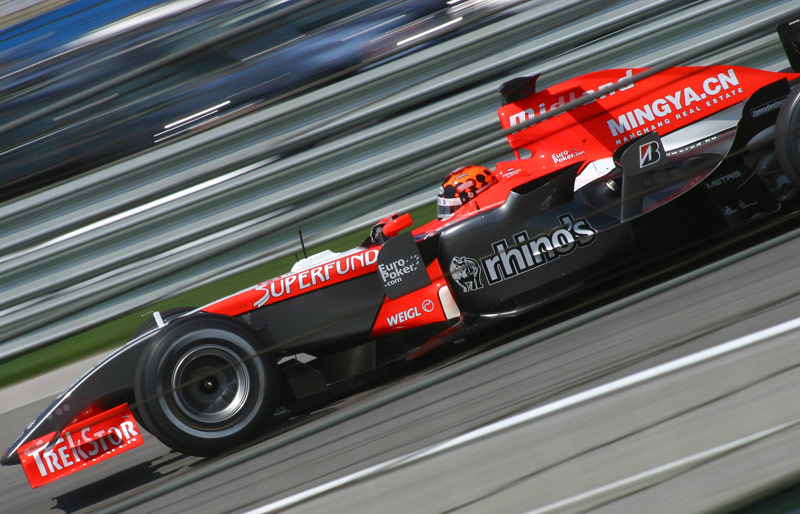
A Midland M16-os modelljével a 2006-os amerikai nagydíjon

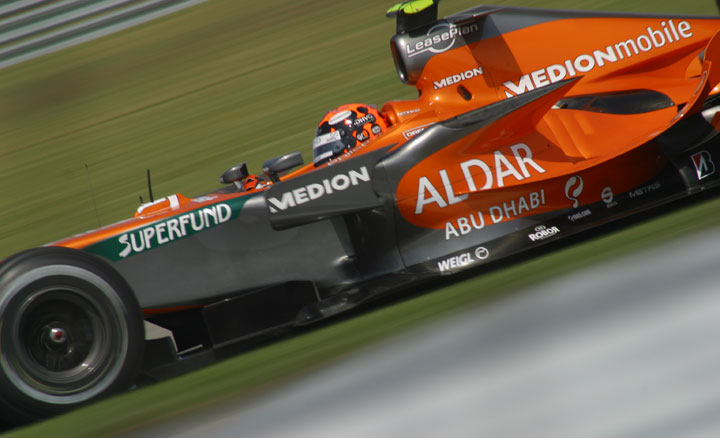
A 2007-es amerikai nagydíjon a Spykerrel

Christijan Albers édesapja, André Albers ralikrossz versenyző volt, legjobb eredménye az 1979-es holland-nemzetközi bajnokság GT osztályában aratott győzelme volt. Christijan tehát korán megismerkedhetett a technikai sportokkal, s maga is elkezdett gokartozni gyermekként.
Első jegyzett eredménye az 1997-es holland gokartbajnokságon aratott győzelme volt, ugyanebben az évben pedig már az autósok között is sikereket ért el: megnyerte a holland és a belga Forma-Ford 1800-as bajnokságot.
1998-ban a német Formula–3-as bajnokságba került, amelyet egy évvel később, 1999-ben meg is nyert hat futamgyőzelemmel és tíz pole pozícióval.
2000-ben Albers a nemzetközi Forma–3000-ben versenyzett az European Formula Racing színeiben. Míg csapattársa, Mark Webber harmadik volt összetettben, addig ő pontot sem szerzett.
2001-ben Albers a német túraautó-bajnokságban, a DTM-ben folytatta pályafutását a privát Team Rosberg, majd a Persson Motorsport csapat színeiben. 2003-ban a gyári, AMG Mercedes-Benz csapathoz került és azonnal a bajnokság második helyén végzett négy futamgyőzelemmel a veterán Bernd Schneider mögött. 2004-ben ismét harcban volt a bajnoki címért, végül azonban a harmadik helyen végzett.
Miközben a DTM-ben versenyeket futott, addig a Formula–1-es Minardi csapat hivatalos tartalék versenyzőjévé tette, valamint többször volt alkalma vezetni a csapat kétüléses bemutató autóját. 2004 novemberében egy misanói teszten Albers remekelt, így 2005-re versenyszerződést kötött vele a Minardi csapat.

### A Formula–1-ben

#### Minardi
Albers 2005-ben a Minardi csapatnál versenyzett. A 2005-ös amerikai nagydíjon szerezte meg első Formula–1-es pontjait, négyet – egy ötödik hellyel. A futamon a Michelin-gumik alkalmatlansága miatt csak a Bridgestone csapatai indultak el: a két Ferrari, a két Jordan és a két Minardi. A Minardi ezek közül a leggyengébb volt, így Albersnek egy célja lehetett: hogy megverje csapattársát, az osztrák Patrick Friesachert, és ez sikerült is. Ezzel a négy ponttal a szezon végén Albers a világbajnokság 19. helyén végzett holtversenyben Pedro de la Rosával (McLaren-Mercedes), aki egy versenyre ugrott be a sérült Juan Pablo Montoya helyére.

#### Midland
A 2005-ös szezon végén bejelentették, hogy a Minardit felvásárolja a Red Bull és Scuderia Toro Rosso néven indítja 2006-ban. Albers új munkaadó után nézett és 2005 októberében sikerült is megállapodnia a Jordant felváltó Midland csapattal. 2006-ban a Midlandből Spykerré változó csapat nem erősödött, de Albers szerződését az év végén meghosszabbították.

#### Spyker
2007-ben csak a brit nagydíjig versenyezhetett a Spyker színeiben, legjobb helyezése az év során két tizennegyedik hely volt, Adrian Sutil csapattársaként. Helyére később Markus Winkelhock érkezett egy verseny erejéig, majd őt Jamamoto Szakon követte.

## Eredményei

### Teljes Formula–1-es eredménylistája
(Táblázat értelmezése)

(Félkövér: pole-pozícióból indult; dőlt: leggyorsabb kört futott) 

| Év   | Csapat  | 1      | 2      | 3      | 4      | 5      | 6      | 7      | 8      | 9      | 10     | 11     | 12      | 13     | 14     | 15     | 16     | 17     | 18     | 19     | Helyezés | Pont |
| ---- | ------- | ------ | ------ | ------ | ------ | ------ | ------ | ------ | ------ | ------ | ------ | ------ | ------- | ------ | ------ | ------ | ------ | ------ | ------ | ------ | -------- | ---- |
| 2005 | Minardi | AUS Ki | MAL 13 | BHR 13 | SMR Ki | ESP Ki | MON 14 | EUR 17 | CAN 11 | USA 5  | FRA Ki | GBR 18 | GER 13  | HUN Hn | TUR 19 | ITA 11 | BEL 14 | BRA 14 | JPN 16 | CHN 16 | 19.      | 4    |
| 2006 | Midland | BHR Ki | MAL 12 | AUS 11 | SMR Ki | EUR 13 | ESP Ki | MON 12 | GBR 15 | CAN Ki | USA Ki | FRA 15 | GER Kiz | HUN 10 | TUR Ki | ITA 17 | CHN 15 | JPN Ki | BRA 14 |        | 22.      | 0    |
| 2007 | Spyker  | AUS Ki | MAL Ki | BHR 14 | ESP 14 | MON 19 | CAN Ki | USA 15 | FRA Ki | GBR 15 | EUR    | HUN    | TUR     | ITA    | BEL    | JPN    | CHN    | BRA    |        |        | 25.      | 0    |

## Magánélete
Albers nős, felesége Liselore.